# Cypselurus
Cypselurus là một chi cá chuồn trong họ Exocoetidae.

## Các loài
Hiện tại ghi nhận được 12 loài trong chi này:
- Cypselurus angusticeps (Nichols & Breder, 1935)
- Cypselurus callopterus (Günther, 1866)
- Cypselurus comatus (Mitchill, 1815)
- Cypselurus hexazona (Bleeker, 1853)
- Cypselurus hiraii (T. Abe, 1953)
- Cypselurus longibarbus (Parin, 1861)
- Cypselurus naresii (Günther, 1889)
- Cypselurus oligolepis (Bleeker, 1865)
- Cypselurus opisthopus (Bleeker, 1865)
- Cypselurus poecilopterus (Valenciennes, 1847): Cá chuồn vây vằn, cá chuồn cát, cá chuồn vây vàng[3]
- Cypselurus simus (Valenciennes, 1847)
- Cypselurus starksi (T. Abe, 1953)